# Старцев, Александр Петрович
Александр Петрович Ста́рцев (21 октября 1922 года, Монастырский Дуваней — 4 апреля 2008 года), Пермь) — наводчик орудия 122-го гвардейского артиллерийского полка (51-я гвардейская стрелковая дивизия, 6-я гвардейская армия, Воронежский фронт), сержант, Герой Советского Союза.

## Биография
Старцев Александр Петрович родился 21 октября 1922 года в селе Монастырский Дуваней Бирского кантона Башкирской АССР (ныне село Старцино Бирского района Башкирии) в семье крестьянина. Русский.
Окончил 10 классов школы. Работал трактористом в посёлке Берёзовка.
В Красной Армии с августа 1941 года. Окончил школу младших командиров. На фронтах Великой Отечественной войны с мая 1942 года. Наводчик орудия 122-го гвардейского артиллерийского полка (51-я гвардейская стрелковая дивизия, 6-я гвардейская армия, Воронежский фронт) комсомолец гвардии младший сержант Старцев А. П. отличился 6 июля 1943 года в боях в районе села Яковлево (ныне Белгородской области).
Указом Президиума Верховного Совета СССР от 21 сентября 1943 года ему было присвоено звание Героя Советского Союза.
В 1944—1946 годах Александр Петрович учился в Пермском военно-морском авиационном техническом училище. Член КПСС с 1946 года. С 1947 года старшина А. П. Старцев — в запасе.
Жил в городе Пермь. Работал механиком по холодильным установкам.

## Подвиг
«… 6 июля 1943 года. Танки в районе с. Яковлево атаковали ОП 5-й батареи. 17 фашистских чудовищ двигались на орудие тов. Старцева. С возгласами: „За Родину, за Сталина!“ — он открыл ураганный огонь. Огневая позиция была объята дымом и пламенем, с неба валились бомбы, беспрерывно сбрасываемые „юнкерсами“. В результате единоборства три подожжённых танка Т-4 и четыре средних танка противника. Огневой рубеж оставался неприступным.
7 июля 1943 года, когда к огневой позиции подошли танки и пехота противника, тов. Старцев огнём своего орудия, будучи ранен, истекая кровью, вёл огонь до последнего снаряда. Подбил и уничтожил четыре немецких танка и семь автомашин и ранен на посту со всем своим расчётом».
Звание Героя Советского Союза А. П. Старцеву присвоено 21 сентября 1943 года.

## Награды и звания
- Герой Советского Союза (21.09.1943)[4];
- орден Ленина (21.09.1943);
- орден Отечественной войны I степени (11.03.1985);
- орден Красной Звезды;
- медаль «За отвагу» (15.06.1943)[5];
- медали.

## Память
Именем Героя назывались пионерские дружины пермской школы № 42 и школы в селе Уды Золочевского района Харьковской области. Его именем названа улица в городе Бирск (Башкортостан).